# Никита Вепрейский
Никита Борисович Вепрейский (годы рождения и смерти неизвестны) — ландрат Киевской губернии, управитель Бахмутской слободы, дворянин. Активный участник разработки соляных и каменноугольных месторождений Донбасса в начале XVIII века.

## Биография
Никита Вепрейский — помощник губернатора Киевской губернии, управитель города Бахмута в первой четверти XVIII века, организовавший в 1723 году, вместе с капитаном Семеном Чирковым, первые крупные разработки каменного угля на территории современного Донбасса.
Родился приблизительно в 1670-е годы в семье брянского помещика Бориса Вепрейского в селе Новосёлки, где был господский двор. Как и все дворянские отпрыски, по достижении 14 лет был зачислен на смотре новиком в государеву службу. Женился на дочери помещика Елисея Толбузина Анисье, которая принесла в приданое владения в селах Бойтичи, Новосёлки и Быковичи.
Активно участвовал в разработке соляных месторождений на севере Донбасса (Бахмутские и Торские соляные промыслы). Вместе с комендантом Бахмутской крепости Семеном Чирковым Вепрейский осенью 1721 года впервые взял пробы с каменного угля из урочища Скелеватое в 25 верстах от Бахмута, и с реки Белой в 50 верстах от него. Образцы угля были отправлены в Берг-коллегию, в Санкт-Петербург. Их проверка доказала высокое качество найденного угля. Вепрейский и Чирков организовали первый каменноугольный промысел в Малороссии. В урочище Скелеватое для работ были привлечены до 200 человек. В результате опытов Н.Вепрейского во многих местностях России в XVIII в. были начаты разработки ископаемого угля для производственных целей.
Умер Никита Борисович у себя на родине и был похоронен у Дмитриевской церкви в с. Березовичи. Каменная плита на его могиле сохранялась ещё в 1912 году. После смерти Никиты Борисовича все его владения в Брянском уезде наследовал его единственный сын Иван.